# Kim Madsen
Kim Madsen (født 13. februar 1978) er en dansk tidligere fodboldspiller.

## Klubkarriere
Kim Madsen fik sin fodboldopdragelse i KB og debuterede for F.C. København som 18-årig i 1996 og blev dansk mester med klubben i 2000/2001. Han nåede at spille 93 kampe for klubben, inden han i 2002 underskrev en treårig kontrakt med VFL Wolfsburg, der gav 6.000.000 kr for ham.
I 2004 skiftede Kim Madsen til Hansa Rostock, og i 2007 skiftede han til nyoprykkerne AGF på en fri transfer. Han var den første forstærkning, AGF sikrede sig efter oprykningen til SAS Ligaen i 2006/2007.
Han har siden spillet i FC Lejre, der gør sig i Sjællandsserien.

## Landsholdskarriere
Han har spillet tre kampe for Danmark U/19 og seks kampe for Danmark U/21.